# Riverside Stadium
Riverside Stadium je nogometni stadion u Middlesbroughu u Engleskoj te dom nogometnom klubu Middlesbrough još od 1995. godine.
Prva nogometna utakmica na Riversideu je bila istog dana kada je stadion otvoren. Middlesbrough je igrao protiv Chelseaja. Middlesbrough je pobijedio 2-0. U toj utakmici Craig Hignett je postao poznat kao strijelac prvog gola na Riversideu ikada.

## Poznate nogometne zvijezde koje su igrale na Riversideu
- Thiago Silva
- Neymar Jr.
- Ryan Giggs
- Hulk
- Lucas Moura
- Craig Bellamy

## Koncerti na Riversideu
- 1. lipnja 2019. bend Take That izvodio je koncert na Riversideu pred 32.000 ljudi.
- 10. lipnja 2021. bend The Killers će izvesti koncert na Riversideu. Isti koncert se trebao održati 13. lipnja 2020., ali zbog Covida-19 koncert se nije održao.